# جون جونز (راهب)
جون جونز (بالإنجليزية: John Jones)‏ (و. – 1598 م) هو راهب ويلزي، بسبب العقاب في العصور الوسطي.